# Jan Jebavý
Jan Jebavý (10. Mai 1908 in Brünn – 1. Oktober 1942 in Mauthausen) war ein tschechischer Augenarzt und wurde postum am 20. Juni 1947 zum außerordentlichen Professor der Masaryk-Universität erklärt. Während der Besatzungszeit schloss er sich der Widerstandsgruppe Obrana národa (Verteidigung der Nation) an, im Oktober 1941 wurde er deswegen verhaftet und im Folgejahr mit dem Hinweis „Rückkehr unerwünscht“ ins KZ Mauthausen deportiert.

## Leben
Jan Jebavý war der Sohn von Bohumila Jebavá (geborene Tomková) und Rudolf Jebavý. Er besuchte das 1. Tschechische Staatsgymnasium in Brünn, am 8. Juni 1926 erlangte er seinen Abschluss. Im Anschluss studierte er an der Masaryk-Universität Medizin und spezialisierte sich auf Augenheilkunde. Er promovierte am 27. Mai 1933. Von 1937 bis 1941 lehrte er an der Masaryk-Universität und war dort ab 1937 als Stipendiat Assistent.
Am 20. März 1936 heiratete er Svatava Jebavá (geborene Gallusová), eine Lehrerin. Mit ihr hatte er eine am 17. Juni 1937 geborene Tochter, Hana.
Jan Jebavý war Leichtathlet und gehörte dem Vorstand des Sokols Brno Kreis Jana Máchala an.
Am 1. September 1939 wurde er im Zuge der Aktion Albrecht I. auf Grund seiner Sokol-Mitgliedschaft verhaftet und blieb bis 10. Oktober 1939 in der Festung Spielberg in Haft. Die „Aktion Albrecht I.“ (tschechisch: Zatýkací akce Albrecht der Erste) richtete sich beim Kriegsbeginn gegen Tausende von tschechischen Intellektuellen und potenziellen Oppositionellen, die man zur präventiven Einschüchterung der Bevölkerung verhaftete und als Geiseln behandelte. Wieder freigelassen schloss er sich dem Widerstand an und gehörte der Organisation Obrana národa (Verteidigung der Nation) an. Am 8. Oktober 1941 wurde er deshalb erneut verhaftet und am 27. November 1941 vor dem Kriegsgericht Brünn angeklagt, verurteilt und der Gestapo übergeben. Am 20. Januar 1942 wurde er mit dem Vermerk „Rückkehr unerwünscht“ nach Mauthausen gebracht, wo er am 1. Oktober 1942 durch eine Injektion ins Herz ermordet wurde.

## Ehrungen
- Tschechoslowakisches Kriegskreuz 1939, postum
- Durch Beschluss des Präsidenten der Republik vom 20. Juni 1947 wurde Jebavý zum außerordentlichen Professor für Augenheilkunde an der Masaryk-Universität, rückwirkend zum 1. Mai 1942, ernannt.

## Gedenkstätten
Für Jan Jebavý wurden folgende Gedenkstätten errichtet:
- 7. September 1946: Enthüllung eines Denkmals im Stadion von Sokol Brno I.
- 23. November 1947: Enthüllung einer Gedenktafel in Sokol Brno I für die Opfer des Zweiten Weltkrieges.
- 23. November 1947: Enthüllung einer Büste mit Gedenktafel für die Opfer des Zweiten Weltkrieges aus den Reihen der Schüler und Lehrer im Gymnasium třída Kpt. Jaroše 14/03.
- 6. Mai 1950: Enthüllung in der Medizinischen Fakultät der Masaryk-Universität einer Gedenktafel für die Opfer des Zweiten Weltkrieges aus den Reihen der Studenten, Mitarbeitern und Lehrenden der Fakultät.
- Am 17. September 2014 verlegte Gunter Demnig einen Stolperstein in der Heinrichova 215/30.[2]

| ZDE ŽIL PROF. JAN JEBAVÝ NAR.1908 ZATČEN 1941 V BRNĚ ZAVRAŽDĚN 1.10.1942 V MAUTHAUSENU | HIER LEBTE PROF. JAN JEBAVÝ GEB. 1908 FESTGENOMMEN 1941 IN BRNO ERMORDET 1.10.1942 IN MAUTHAUSEN |  |